# Jean-Joseph de Mondonville
Jean-Joseph de Mondonville, noto anche come Jean-Joseph Cassanéa de Mondonville (Narbona, 25 dicembre 1711 – Belleville, 8 ottobre 1772), è stato un compositore e musicista francese.

## Biografia

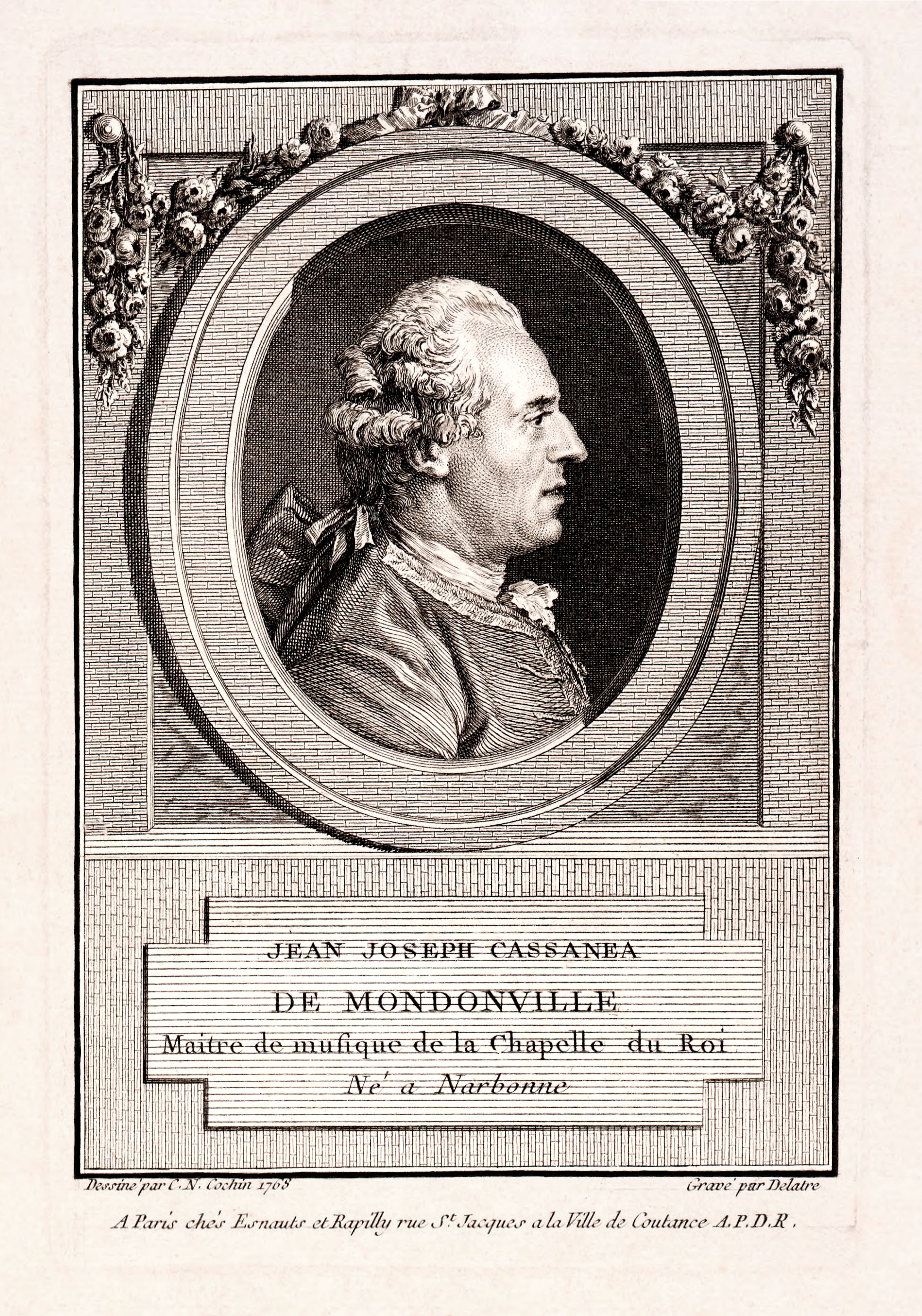
Jean-Joseph Cassanéa de Mondonville

Nacque in una famiglia aristocratica, il cui trasferimento a Parigi, avvenuto nel 1733, gli consentì di ottenere diversi incarichi,
tra i quali quello di violinista concertista, famoso ed apprezzato, grazie ad una intensa attività; nel 1744 raggiunse il ruolo di intendente della musica della cappella di Versailles, e nel periodo compreso tra il 1755 e il 1762 la direzione dei Concerts spirituels.
Durante la celeberrima Querelle des Bouffons, scatenata fra i difensori della musica italiana e quelli della musica francese, l'opera di Mondoville intitolata Titon et l'Aurore che ebbe la prima assoluta all'Académie Royale de Musique di Parigi nel 1753, venne messa in competizione con l'opera di Giovanni Battista Pergolesi, La serva padrona e grazie a questo evento riscosse un ottimo successo.
Si distinse soprattutto per la composizione di opere, tra le quali si annoverano Le Carnaval du Parnasse, Daphnis et Alcimadure, Psyché, che furono accolte con favore nei più importanti teatri, anche grazie al gradimento manifestato da Madame de Pompadour; inoltre realizzò un buon numero di mottetti, oratori, brani per clavicembalo, per violino.

## Opere principali

### Musica da camera
- Sonate per violino op.1 (1733);
- 6 Sonata in trio, per due violini con basso continuo, secondo lavoro, dedicato al marchese de la Bourdonnaye (1734);
- 6 Brani di clavicembalo in sonata op.3 (1734, orchestrato come "Sinfoniche Sonate" 1749);
- La prefazione di op.4 contiene la prova di un testo scritto relativo ai suoni armonici, "Suoni armonici (1738);
- Brani di clavicembalo con voce o violino op.5 (1748);

### Opere
- Isbé (1742);
- Bacchus et Erigone (1747);
- Le carnaval du Parnasse (1749);
- Vénus et Adonis (1752);
- Titon et l'Aurore (1753);
- Daphnis et Alcimadure (1754);
- Les fêtes de Paphos (1758);
- Thésée (1765);
- Les projets de l'Amour (1771);

### Mottetti
I nove grandi mottetti di Mondonville sopravvissuti sono:
- Dominus regnavit decorum (salmo 92) (1734);
- Jubilate Deo (salmo 99) (1734);
- Magnus Dominus (salmo 47) (1734);
- Cantate Domino (salmo 149) (1743);
- Venite exultemus Domino (salmo 94) (1743);
- Nisi Dominus aedificaverit (salmo 126) (1743);
- De profundis (salmo 129) (1748);
- Coeli enarrant gloria (salmo 18) (1750);
- In exitu Israel (salmo 113) (1753);

### Oratori
- Les Israélites à la Montagne d'Oreb (1758);
- Les Fureurs de Saul (1759);
- Les Titans (1761);